# ジョージア憲法
ジョージア憲法（ジョージアけんぽう、カルトリ語:საქართველოს კონსტიტუცია, サカルトヴェロス・コンスティトゥツィア）は、ジョージア（グルジアあるいはサカルトヴェロとも）の最高法規。ジョージア議会によって1995年8月24日に採択、1995年10月17日に発布された。ソビエト連邦崩壊後の暫定基本法として制定された1992年11月の「国家権力に関する布告」に代わるものとされた。

## 制憲前史
新たな独立国家ジョージアは、最初の民主的な選挙によりズヴィアド・ガムサフルディア大統領を選出したが、しかし1977年ソ連憲法を基礎として制定された1978年ジョージア・ソビエト社会主義共和国憲法の下で、国家はその機能を果たしていた。共産党体制崩壊後の最初の議会は、憲法条文を大幅に改正せねばならなかった。1992年2月、ジョージア国民議会（1990年に選出された暫定議会）は、1921年2月21日ジョージア憲法を、ジョージアの効力ある憲法であると正式に認定した。この宣言は、当時実効支配していた軍事評議会の議員3名の内、ジャバ・イオセリアニとテンギズ・キトヴァニの2名の署名により、その適法性が認められた。1993年2月、エドゥアルド・シェワルナゼは1921年憲法の全面改正を指示した。膨大な章からなる憲法改正は受け入れられなかった。シェワルナゼは1993年12月、新憲法制定のための制憲委員会を設立することを提唱した。

## 2004年憲法改正
2004年1月4日、2004年ジョージア大統領選挙に得票率96%でミヘイル・サアカシュヴィリが圧勝した。2月には大統領の議会に対する権限を強化し、首相職を創設する憲法改正案がすぐさま議会を通過した。ズラブ・ジワニアが首相、暫定大統領のニノ・ブルジャナゼが大統領報道官に就任した。

## 2010年憲法改正
2010年10月15日、ジョージア議会は賛成112、反対5で、首相や議会の権能を相対的に強める、次期大統領から権限を弱める憲法改正案を採択した。新憲法は2013年ジョージア大統領選挙に勝利したギオルギ・マルグヴェラシヴィリの就任とともに、2013年11月17日に施行された。

## 関連図書
- 対訳 グルジア憲法―解釈と逐語訳（佐藤信夫・飯島紀共著、信山社出版、1998年10月）